# Taxonomía (Unión Ornitológica Internacional)
La Taxonomía del IOC se refiere al intento de diversos ornitólogos en la Unión Ornitológica Internacional de conseguir una única lista de aves que facilite la comunicación entre los amantes de las aves, tanto profesionales de la investigación como aficionados.
El objetivo no se ciñe a disponer de una taxonomía unificada de todas las aves del mundo alcanzando el nivel inferior de subespecie con sus nombres científicos en latín, sino que además pretende unificar la lista de los nombres vernáculos de las aves del mundo en diferentes idiomas.

## Historia
Los orígenes históricos del proyecto se remontan a mediados de los 90 cuando se comenzó la tarea de intentar unificar la lista de aves del mundo en inglés.
Dado que los promotores de este proyecto eran de habla inglesa comenzaron intentado unificar la lista de las aves del mundo en este idioma. La tarea no era sencilla pues además de las diferentes grafías que diferenciaban al inglés escrito en los EE. UU. del de Reino Unido, también se daba la circunstancia de que la misma especie de ave recibía diferentes nombre en diferentes países y regiones.
Terminar la lista unificada de nombres en inglés, unificando y negociando las diferentes grafías, llevó más de 15 años de trabajo. Posteriormente se unieron al proyecto los expertos francófonos Devillers y Ouellet en 1993 para contribuir con los nombres en francés y el profesor español Francisco Bernis Madrazo en 1995 para contribuir con los nombres en español.
El proyecto cayó un tanto en el olvido hasta que en el año 1994 los estadounidenses  Frank Gill y Walter Bock le volvieron a dar impulso. Block invitó a Frank Gill a sumarse al proyecto lo cual hizo en 1995. Posteriormente se fueron sumando otros expertos en ornitología del mundo hasta alcanzar una cifra de 30 personas.

## Lista de aves
El proyecto dispone de un sitio web de acceso gratuito donde se van incluyendo las actualizaciones que se elaboran de la lista mundial de aves según se van incorporando los nuevos descubrimientos que se realizan.
Desde los últimos años se realizaban cuatro actualizaciones anuales, aproximadamente una cada tres meses si bien tras la tercera actualización del año 2017 se decidió actualizar como una periodicidad bianual por lo que de la tercera actualización de 2017 se pasó directamente a la primera de 2018 sin haber publicado la cuarta actualización correspondiente al año 2017.
Las versiones históricas pueden ser consultada en su sitio web, en la sección de actualizaciones (Updates).
A día 25 de enero de 2020, la última versión publicada es la 10.1 y se espera que la siguiente versión que se publique sea la 10.2 que se estima que será publicada en el mes de junio del año 2020.

## Colaboración voluntaria
En el proyecto, voluntarios pueden revisar las listas para detectar errores o proponer actualizaciones. Toda aportación es revisada por un comité de expertos que valoran la conveniencia o no de aceptar la contribución, en caso de ser aprobada se listan los nombres de los voluntarios que han contribuido en la misma.